# Tre camerati
Tre camerati (Drei Kameraden) è un romanzo dell'autore tedesco Erich Maria Remarque, scritto in esilio in Svizzera e pubblicato, dapprima in traduzione danese, quindi in inglese. La prima edizione in  tedesco uscì nei Paesi Bassi nel 1938, dalla casa editrice Querido Verlag specializzata nella pubblicazione di testi letterari di autori di lingua tedesca sgraditi alla Germania nazista.
È scritto in prima persona dal punto di vista del personaggio principale Robert Lohkamp, la cui visione disillusa sulla vita è dovuta alle terribili esperienze vissute nelle trincee sul  fronte occidentale della prima guerra mondiale.
Il protagonista condivide le sue esperienze con i due compagni di fronte Otto Köster e Gottfried Lenz con cui ha aperto un'autofficina.

## Trama
La vicenda narrata nel romanzo si svolge in una città tedesca (probabilmente Berlino, ma il cui nome non viene mai citato) alla fine degli anni Venti flagellata dalla disoccupazione e dai continui scontri tra opposte fazioni politiche.
Mentre il protagonista e i suoi due compagni d'armi riorganizzano la propria nuova vita gestendo un'officina e guidando un vecchio taxi la situazione economica peggiora giorno per giorno. In questo contesto Robert incontra Patrice Hollmann, una bellissima e misteriosa ragazza con un passato nell'alta borghesia. La storia d'amore si intensifica e poco alla volta la visione nichilista della vita di Robert si attenua più si accorge di non poter fare a meno di Patrice.
La vicenda subisce una svolta quando Patrice viene colpita da una quasi fatale emorragia polmonare durante una vacanza estiva al mare. Al loro rientro in città i loro giorni insieme sono agli sgoccioli in quanto Patrice decide di trasferirsi in Svizzera per curarsi in un sanatorio in montagna. Sarà la limitatezza del tempo ancora a loro disposizione a rendere quei momenti così preziosi. 
Quando Patrice lascia la città la situazione politica si infiamma e Lenz, uno dei soci di Robert, viene assassinato da un militante (probabilmente un nazista). Oltre a questo i due camerati rimasti devono affrontare la bancarotta e sono costretti a vendere la propria attività.
Come se non bastasse l'arrivo di un telegramma che li informa del peggioramento della salute di Patrice spinge i due a guidare fino alle Alpi per rivedere per un'ultima volta la ragazza, aiutato economicamente dall'amico Otto Koster che vende l'inseparabile auto "Carla".
Finalmente riuniti, Robert e Patrice, trascorrono insieme le ultime settimane di vita della ragazza, prima della sua inevitabile morte. 
Due anni dopo, nel 1938, ne fu tratto il film Tre camerati, diretto da Frank Borzage e sceneggiato da Francis Scott Fitzgerald e Edward E. Paramore Jr., inserito tra i nella lista dei dieci migliori film dell'anno del National Board of Review of Motion Pictures. 

## Opere derivate
Nel 1938 è stato presentato il film Tre camerati (Three Comrades), diretto dal regista statunitense Frank Borzage;
Nel 1973, la RAI ha trasmesso lo sceneggiato televisivo in tre puntate Tre camerati, diretto da Lydia C. Ripandelli

## Edizioni
- (DE) Drei Kameraden, Amsterdam, Querido Verlag, 1938.
- Tre camerati: romanzo, collana Collana Medusa; 236, traduzione di Ervino Pocar, Milano, A. Mondadori, 1949.
- Tre camerati, traduzione di Chiara Ujka, Vicenza, Neri Pozza, 2013.